# Apollon du Belvédère
Pour les articles homonymes, voir Apollon (homonymie).
L’Apollon du Belvédère est une copie romaine en marbre de l'époque antonine d'après un original grec en bronze habituellement attribué à Léocharès, sculpteur de la deuxième moitié du IVe siècle av. J.-C. Elle représente le dieu Apollon en marche, tenant à la main ce qui était probablement un arc. Elle est exposée au musée Pio-Clementino (musées du Vatican) sous le numéro 1015.

## Découverte
La première mention de la statue est un dessin dans le Codex Escurialensis, recueil de croquis datant d'avant 1509, qui montre l'œuvre dans les jardins du cardinal Giuliano della Rovere, futur pape Jules II. La date et le lieu de découverte de la statue ne sont pas connus avec certitude, même si l'érudit italien Pirro Ligorio suggère le site d'Antium. L'Antico est le premier artiste à en faire une copie (aujourd'hui à la Ca' d'Oro à Venise) ; il semble avoir travaillé en 1498.
Jules II fait installer l’Apollon dans son palais du Belvédère, dans la cour de l'Octogone où il se trouve toujours. Le transfert prend place avant 1511.  Immédiatement, la statue devient très populaire, et sa représentation se diffuse dans toute l'Europe grâce à des moulages, des copies en marbre, des tirages en bronze et surtout à des gravures. En 1532, il est restauré par Giovanni Angelo Montorsoli, qui restitue les mains du dieu — mains qui seront ôtées en 1924. En 1763, Diderot cite la statue, avec le groupe du Laocoon ou encore le torse du Belvédère, comme les « apôtres du bon goût chez toutes les nations » et incite les amateurs à remplacer leurs Raphaël et leurs Guido Reni par des copies de ces œuvres anciennes. Quand le pape Clément XIV crée le musée connu par la suite sous le nom de « Pio-Clementino », l’Apollon est une pièce maîtresse des collections.
C'est surtout l'érudit allemand Winckelmann qui assure la célébrité de l'œuvre, par l'analyse enthousiaste qu'il en livre, notamment dans son œuvre-phare, l’Histoire de l'Art chez les Anciens (1776). Dans ses Pensées sur l'imitation des œuvres grecques en peinture et en sculpture (1755), il écrivait déjà :

« Notre esprit ne peut […] se faire une idée des rapports surhumains qui font la beauté de l’Apollon du Vatican. Ce que la nature, l'art et l'esprit conjugués surent produire de plus excellent, on le voit incarné sous nos yeux dans l’Apollon du Belvédère. »

En 1797, l’Apollon est cédé par Pie VI aux Français, selon les termes du traité de Tolentino. Il est exposé au Musée central des arts de Paris dans une salle du rez-de-chaussée, où il occupe une niche créée spécialement pour lui. Le 16 brumaire an IX (7 novembre 1801), Napoléon Bonaparte vient inaugurer l'installation de la statue et place lui-même la plaque de bronze qui l'identifie : cette plaque, dont l'inscription avait été rédigée par l'antiquaire italien Ennio Quirino Visconti, est aujourd'hui conservée au musée Carnavalet (AI  53). L'Apollon est visible au Musée, rebaptisé Musée Napoléon en 1803, jusqu'en 1815, date à laquelle il est restitué au pape. Il est replacé dans la cour du Belvédère en 1816.

## Description

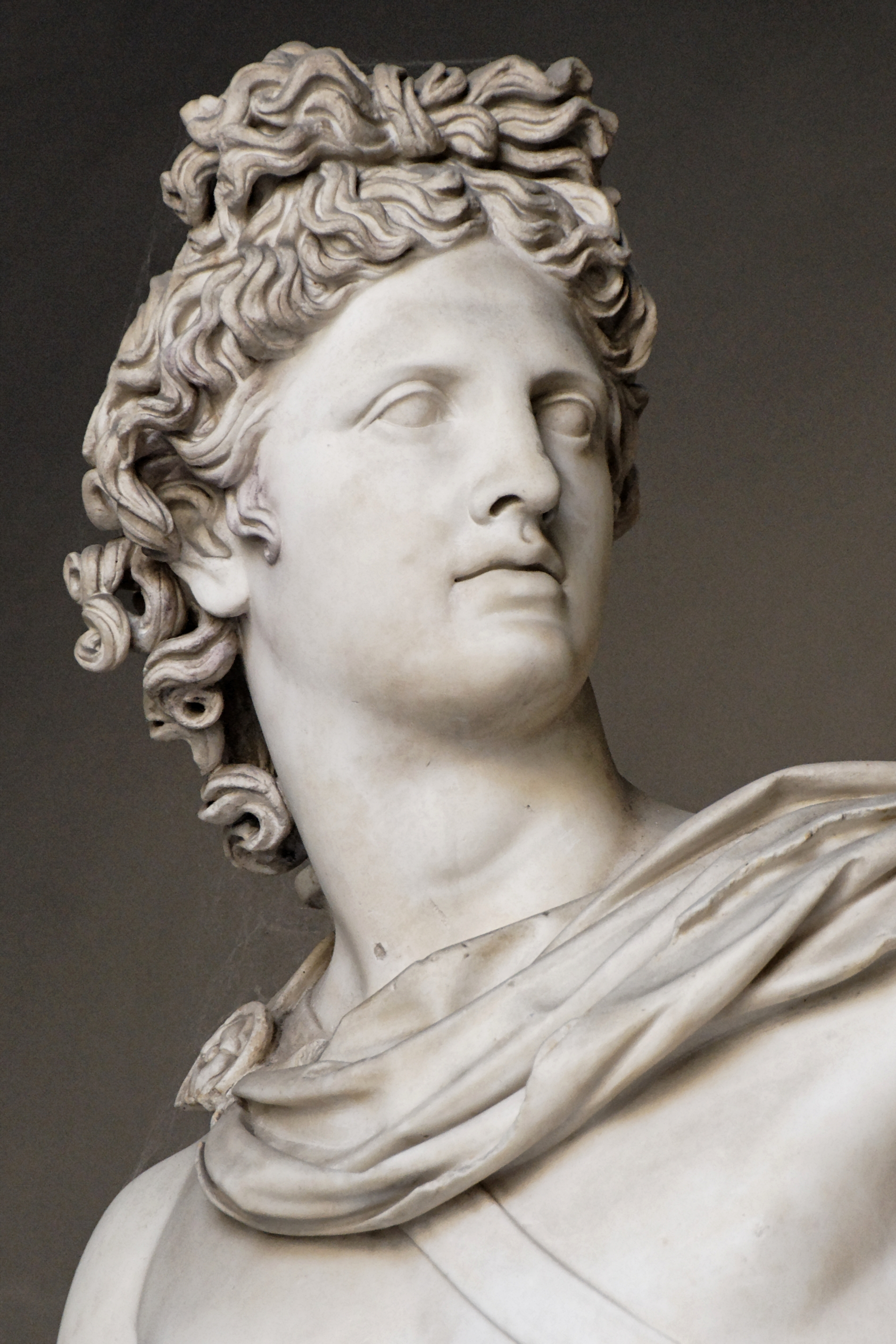
Tête de l'Apollon

Le dieu est représenté plus grand que l'homme (la statue mesure 2,24 mètres), nu, portant des sandales et une chlamyde (manteau) sur les épaules. Représenté en plein élan, il avance la jambe droite — la jambe gauche, fléchie vers l'arrière, ne reposant que sur la pointe du pied. Le bras droit (brisé avant le coude restauré au XVIe siècle) repose le long du corps tandis que le bras gauche, sur lequel repose un pan du manteau, est tendu perpendiculairement au torse (la main est restaurée). Le dieu regarde vers la gauche, c'est-à-dire dans la direction opposée à celle de sa marche, créant ainsi une composition en X. Sa chevelure abondante est faite de longues mèches ondulées dont certaines sont ramenées en haut du front et nouées, sans doute pour éviter de le gêner dans l'action. Ce type de coiffure se retrouve fréquemment chez des Aphrodites au bain ou des Artémis chassant.
Le carquois porté en bandoulière permet de conclure avec certitude que le dieu tenait un arc dans la main gauche. En revanche, l'attribut tenu dans la main droite fait débat. Les deux propositions les plus vraisemblables font état d'une flèche ou d'un rameau de laurier noué de bandelettes dont on a pensé retrouver les traces sur le tronc d'arbre qui sert d'étai à la jambe. Tenant une flèche, Apollon serait représenté dans son rôle de dieu vengeur, peut-être mis en scène dans le massacre des Niobides. Tenant un rameau de laurier, il serait représenté dans son rôle de purificateur.

## Attribution
L'attribution traditionnelle au sculpteur athénien Léocharès se fait sur la base de deux sources littéraires antiques : un passage de l’Histoire naturelle de Pline l'Ancien évoquant un « Apollon au diadème » et la mention par Pausanias d'une statue d'Apollon située devant le temple d'Apollon Alexikakos (« qui éloigne le mal ») à Athènes. La copie est datée de l'ère antonine. L'original devait être en bronze, comme l'indique la présence de l'étai contre la jambe droite. On a également invoqué en appui la découverte à Baïes de fragments d'un moulage pris sur une statue de bronze et rattachés à l’Apollon du Belvédère.
L'attribution à Léocharès est acceptée par Erika Simon, auteur de l'une des études les plus récentes sur les attributs d'Apollon. La composition centrifuge, caractéristique du début de l'époque hellénistique, permettrait de dater l'œuvre originale des environs de 330 av. J.-C.
Cependant, la datation de l'œuvre au IVe siècle av. J.-C. n'est pas sans poser de problème. D'abord, le rattachement à Léocharès se fait sur la base de deux mentions très succinctes : notre méconnaissance de l'œuvre de ce sculpteur ne permet pas de défendre l'attribution sur des critères stylistiques. Ensuite, le type de sandales porté par Apollon ne peut être antérieure au IIIe siècle av. J.-C., voire au IIe siècle av. J.-C. : à tout le moins, elles ont fait l'objet de retouches. Il est cependant possible qu'elles soient un ajout du copiste romain ; en l'absence d'autres copies du même type, il n'est pas permis de trancher. L'historien de l'art John Boardman estime que « la figure dans son ensemble relève tout autant du style hellénistique que de celui du second classicisme […] et n'a probablement aucun rapport avec Léocharès. »

## Copies et variantes
L’Apollon du Vatican est le seul exemplaire connu de ce type statuaire. Cependant, on le rapproche fréquemment d'un type d'Artémis dit Diane de Versailles, qui montre la déesse dans une composition en X très similaire, portant la main gauche à son carquois et posant l'autre main sur la tête d'un petit cerf. La Diane a longtemps été attribuée à Léocharès par ricochet, mais les sources littéraires ne mentionnent aucun groupe sur ce thème dans le répertoire du sculpteur. Des travaux plus récents la rattachent plutôt à Praxitèle, ce qui relance le débat sur l'attribution de l’Apollon.
Le musée Bernard d'Agesci à Niort en présente une copie du XVIIe siècle, en bronze.

## Postérité

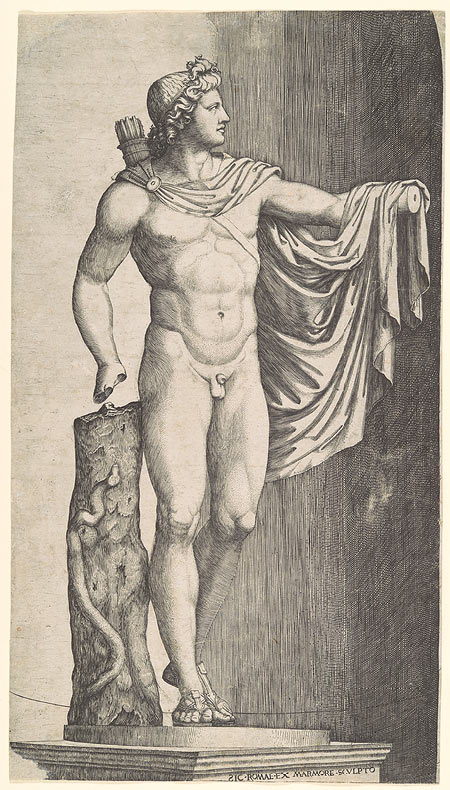
Gravure de Marcantonio Raimondi, vers 1530-1534, Metropolitan Museum of Art

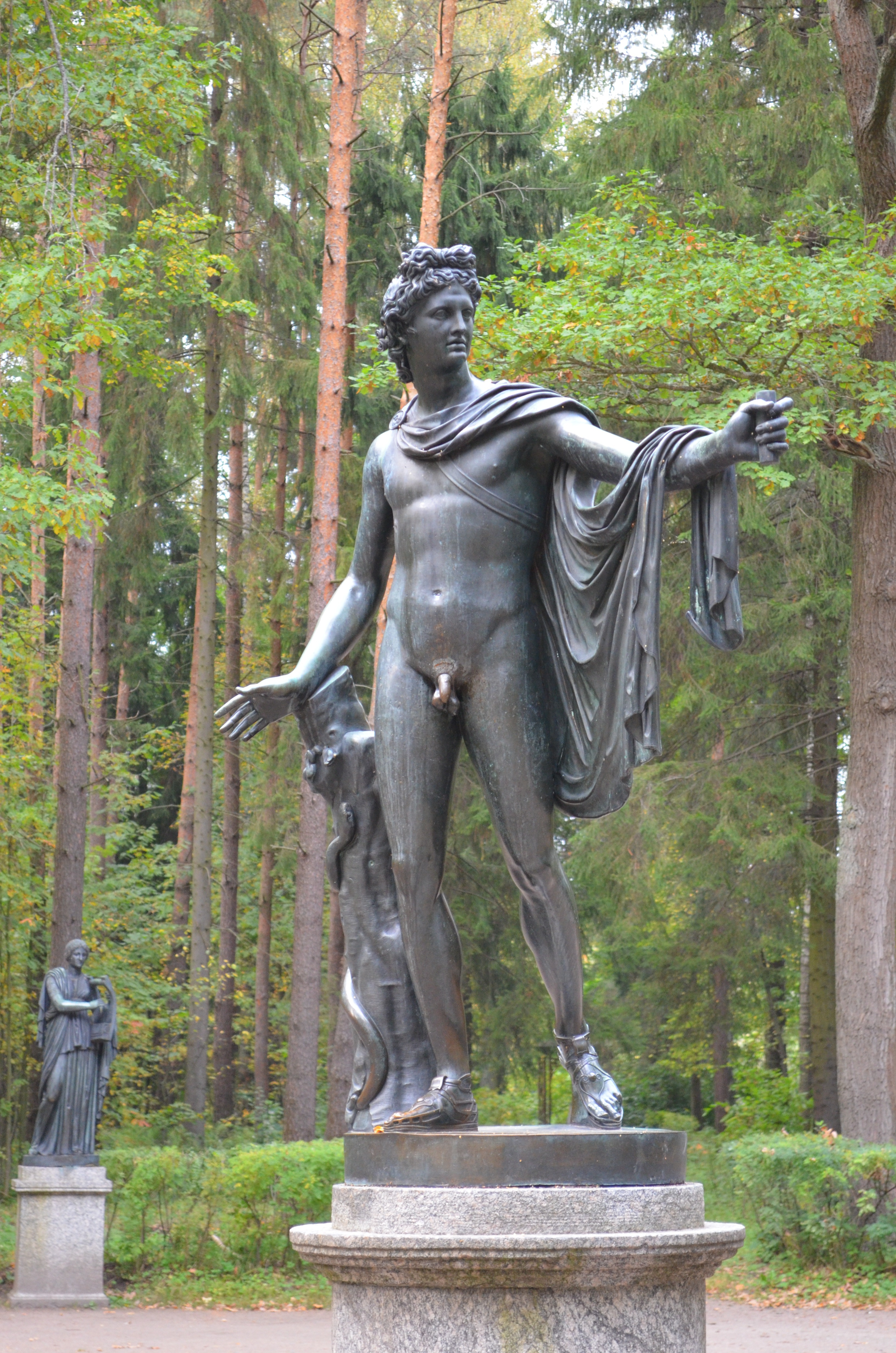
Apollon du Belvédère du parc du palais de Pavlovsk (Russie).

L'Apollon du Belvédère fait l'objet de copies et répliques dès le début du XVIe siècle :
Pier Jacopo Alari Bonacolsi (vers 1460?-1528) en réalisé un en bronze partiellement doré  patine noire argent collection de la Ca' d'Oro à Venise.
François Ier en fait par exemple tirer un exemplaire en bronze pour le château de Fontainebleau. Pierre Mazeline en fait une copie en 1683 pour les jardins du château de Versailles. Il est souvent associé à la Diane de Versailles, comme à Chatsworth House et au château de Malmaison. Il est fréquemment reproduit en gravure : celle de Marcantonio Raimondi vers 1530-1534 joue un rôle majeur dans la diffusion de l'œuvre en Europe. Hendrick Goltzius l'inclut dans son ouvrage de 1592 sur les statues antiques de Rome. Gérard Audran en fait un exemple de proportions parfaites dans cinq planches des Proportions du corps humain de 1683. L'Apollon figure également parmi les premières œuvres d'art photographiées : on le retrouve dès 1888 dans Denkmäler griechischer und römischer skulptur d'Heinrich Brunn et Friedrich Bruckmann.
La statue inspire également les artistes. Albrecht Dürer inverse la position d'Apollon et le représente en Adam aux côtés d'Ève dans une gravure de 1504. Michel-Ange reprend la position du corps, la nudité et la coiffure de l'Apollon dans son David. Annibale Carrache donne ses traits à Bacchus dans sa fresque représentant le triomphe du dieu et d'Ariane au palais Farnèse à Rome.
Une copie se trouve également dans le Grand Hall de la Syon House au Sud-Ouest de Londres. L'architecte Robert Adam utilisa une copie pour son programme de décoration intérieur. 
Claude Duneton, dans son ouvrage La Puce à l'oreille tend à établir un lien entre la statue de l'Apollon du Belvédère et l'expression « un navet » que l'on attribue aux œuvres d'art jugées médiocres, et plus particulièrement aujourd'hui aux films. Selon Duneton, à la fin du XVIIIe siècle, les jeunes étudiants en art de passage à Rome, agacés par les concerts de louanges entretenus autour de l'œuvre, la nommèrent « le navet épluché », eu égard « à la forme allongée et lisse de ses membres, dont la musculature n'apparaissait pas ». La plaisanterie gagna Paris lorsque l'œuvre y fut transférée en 1798 lors des campagnes napoléoniennes. Le terme de navet s'appliqua progressivement non seulement aux sculptures, mais aussi aux dessins et peintures dont on désirait contester la qualité. Il passa au XXe siècle de la toile peinte à l'écran de cinéma, désignant aujourd'hui un film sans intérêt.